# Кантон Унтервалден
Унтервалден је некадашњи кантон у централној Швајцарској. То је један од три кантона оснивача Швајцарске (пракантона), који су се удружили 1291. 
Данас је Унтервалден подељен на кантоне Обвалден и Нидвалден.